# Organización ambidiestra
Una organización Ambidiestra se refiere a una organización que puede abarcar la innovación y el cambio continuo, adaptándose al sistema y a la estructura de su entorno, explorando nuevas oportunidades para obtener el máximo rendimiento de sus actividades habituales, sin cambiarlas de forma significativa. Para que una organización pueda ser ambidiestra debe fomentar:
- La adaptabilidad o exploración: moverse rápidamente hacia nuevas oportunidades, ajustarse a los mercados volátiles y evitar la complacencia, a través de cambios más o menos radicales.
- La alineación o explotación: crear valor a corto plazo, coordinando y haciendo más eficientes las actividades que generan valor.

Es difícil encontrar el equilibrio adecuado entre adaptabilidad y alineación. Si una empresa se centra demasiado en la alineación los resultados a corto plazo serán buenos, pero los cambios en el sector la cogerán desprevenida. De forma similar, demasiada atención a la adaptabilidad significa construir el negocio de mañana a costa del de hoy.

## Formas
Se han propuesto dos formas complementarias de lograr que una organización sea ambidiestra: por medios estructurales o por medios contextuales.
Se han propuesto dos formas complementarias de lograr que una organización sea ambidiestra: por medios estructurales o por medios contextuales.
•	La organización ambidiestra basada en la estructura separa las actividades dedicadas a explotar los negocios actuales, de las actividades dedicadas a explorar o desarrollar nuevos negocios. Los nuevos negocios se organizan como unidades estructuralmente independientes, con sus propios procesos, estructura y cultura, pero integradas con la organización principal a través de unos estrechos vínculos en la alta dirección.  La razón de separar las actividades es que, en teoría, son tan diferentes que les resultaría imposible existir en una misma estructura. Una estrecha coordinación entre la alta dirección permite que las unidades nuevas compartan recursos importantes aportados por la organización principal (efectivo, talento, conocimientos, clientes, etc.) pero al mismo tiempo la separación entre unidades asegura que aquello que hace diferentes a las nuevas unidades no se vea constreñido por la mentalidad de “aquí hacemos las cosas así” característica de las unidades tradicionales. Además, de esta forma la organización principal queda protegida de las distracciones que supone lanzar un nuevo negocio, y puede centrar toda su atención en refinar sus operaciones, mejorar sus productos y servir a sus actuales clientes.
•	La organización ambidiestra basada en el contexto no separa las actividades de exploración y explotación, sino que pide a los individuos que dediquen parte de su tiempo de trabajo diario ambos tipos de actividades. Por ejemplo, los trabajadores deben decidir cuánto tiempo centrarse en los actuales clientes para alcanzar los objetivos de ventas, y cuánto en desarrollar nuevos clientes con necesidades ligeramente distintas. Para que esto sea posible, la organización debe ofrecer el contexto necesario para que los empleados puedan desarrollar los comportamientos adecuados, como por ejemplo actuar fuera de los límites establecidos para su puesto, o buscar oportunidades para combinar esfuerzos. 
.